# Cirrochroa palloris
Cirrochroa palloris är en fjärilsart som beskrevs av Hans Fruhstorfer 1900. Cirrochroa palloris ingår i släktet Cirrochroa och familjen praktfjärilar. Inga underarter finns listade i Catalogue of Life.